# تيد هانسون
تيد هانسون (بالإنجليزية: Edward Joseph Hanson)‏ هو نقابي وسياسي أسترالي، ولد في 5 سبتمبر 1878 في بريزبان في أستراليا، وتوفي بنفس المكان في 26 أكتوبر 1950. حزبياً، نشط في حزب العمال الأسترالي. وقد انتخب Speaker of the Legislative Assembly of Queensland ‏ وانتخب عضو المجلس التشريعي ولاية كوينزلاند.